# Gymnoscelis anthocleistae
Gymnoscelis anthocleistae är en fjärilsart som beskrevs av Louis Beethoven Prout. Gymnoscelis anthocleistae ingår i släktet Gymnoscelis och familjen mätare. Inga underarter finns listade i Catalogue of Life.